# Aïn Oulmene
Aïn Oulmene è un comune dell'Algeria, situato nella provincia di Sétif.